# Jean-Pierre Paquet
Pour les articles homonymes, voir Paquet.
Jean-Pierre Paquet, né le 23 février 1907 à Limoges, mort le 11 juillet 1975 à Villejuif est un architecte français. Fils de Pierre Paquet. Fondateur de la Compagnie des Architectes en chef des monuments historiques.

## Biographie
Élève de l'École des beaux-arts et de l'École des arts décoratifs, Jean-Pierre Paquet fut élève des ateliers Pontremoli. Pendant sa formation, il collabora avec son père pour l'établissement des plans de l'église du Sacré-Cœur de Gentilly en 1931.
Reçu au concours des architectes des monuments historiques, en 1938, il fut chargé des édifices classés du Loiret, et de Oise, mais aussi du Val-de-Grâce et des Invalides.
Après 1945, il est chargé des arrondissements du Havre et de Dieppe, dans la Seine-Maritime et du Palais de justice de Rouen.
Devenu adjoint à l'Inspection générale des monuments historiques en 1948, il fut aussi architecte des Bâtiments civils. Parmi ses restaurations, on peut citer les cathédrales de Beauvais, de Noyon et du Havre, l'église Saint-Leu-d'Esserent, les Invalides, le Val-de-Grâce…
Avec les architectes Jean Creuzot et André Vois, il restaura la Bibliothèque historique de la ville de Paris de 1964 à 1969.
Il présida et fonda Compagnie des Architectes en chef des monuments historiques (1946-1947).

## Distinctions
- Croix de guerre 1939-1945
- Officier de la Légion d'honneur (1960), nommé chevalier en 1951.
- Officier de l'ordre national du Mérite
- Commandeur de l'ordre des Arts et des Lettres
- Chevalier de l'ordre des Palmes académiques

## Œuvres
- Église du Sacré-Cœur de Gentilly, ancienne chapelle de la Cité internationale universitaire de Paris, 1933-1935.
- École des Métiers du Bâtiment de Felletin, actuellement lycée des Métiers du bâtiment, 1947-1955.
- Lycée Honoré-de-Balzac (Paris), 1951-1975, gagnant le prix en 2002, du lycée le plus innovateur de France, mêlant progrès technique, beauté, style et eco-responsabilité[2].